# ЕНИС
Единая нотариальная информационная система — программно-аппаратный комплекс, созданный для обеспечения эффективной работы нотариусов и их взаимодействия с республиканской и территориальными нотариальными палатами, с Министерством юстиции Республики Казахстан, обеспечения населения качественными, правовыми нотариальными услугами, формирования своевременной и достоверной отчётности о нотариальных действиях и других задач подобного рода. Разработчик ЕНИС — Акционерное общество «Национальные информационные технологии» (Свидетельство о государственной регистрации объекта интеллектуальной собственности 1926 от 30 декабря 2010 года).

## Функциональные возможности ЕНИС
- Ведение реестра регистрации нотариальных действий;
- Осуществление идентификации и проверки данных о физических и юридических лицах, гражданском состоянии физических лиц, движимом и недвижимом имуществах, земельных участках;
- Формирование отчётности;
- Обеспечение информационного обмена между нотариусами, Республиканской нотариальной палатой и территориальными нотариальными палатами, а также Министерством юстиции Республики Казахстан;
- Учёт вынесенных постановлений об отказе в совершении нотариальных действий;
- Ведение справочника нотариусов по личным анкетам;
- Проверка подлинности нотариальных документов;
- Ведение базы данных клиентов;
- База законодательства;
- Поиск нотариуса по заданным критериям;
- Проверка электронных справок;
- Ведение книги учёта завещаний с поиском по Республике;
- Ведение книги учёта наследственных дел с поиском наследственных дел по Республике;
- Ведение книги учёта запрещений и арестов на движимое и недвижимое имущество с поиском по Республике;
- Публикация информации о розыске наследников;
- Прочие функции подобного рода.

## Исторические факты
- 6 мая 2009 года подписан 5-и сторонний Меморандум о взаимодействии и сотрудничестве в рамках проекта по созданию и внедрению «Единой нотариальной информационной системы».
- 4 августа 2009 года утверждено Техническое задание ЕНИС.
- С 1 декабря 2009 года ЕНИС введен в опытную эксплуатацию в пилотном регионе городе Астана.
- 15 июля 2010 года подписан Закон РК № 437-IV «О внесении изменений и дополнений в некоторые законодательные акты РК по вопросам развития „электронного правительства“, в том числе в Закон „О нотариате“».
- С 1 октября 2010 года ЕНИС запущен в эксплуатацию по всей территории Республики Казахстан.
- С 1 января 2015 года вступил в силу Закон Республики Казахстан «О внесении изменений и дополнений в некоторые законодательные акты Республики Казахстан по вопросам кардинального улучшения условий для предпринимательской деятельности в Республике Казахстан».
- 30 апреля 2021 года министр юстиции Республики Казахстан подписал приказ №356, который утвердил Правила ведения реестров в ЕНИС[3].
- С 29 декабря 2021 года в ЕНИС начал функционировать Реестр распоряжений об отмене доверенностей, выданных в простой письменной форме. Это стало возможным благодаря изменениям, внесённым Федеральным законом от 06.12.2021 №402-ФЗ в статью 189 Гражданского кодекса[4].
- С 1 января 2022 года была запущена централизованная электронная система репозитория и электронный архив нотариуса[5].
- 2 июня 2025 года министр юстиции Республики Казахстан своим приказом от 22 мая 2025 года внёс изменения в Правила пользования Единой нотариальной информационной системой (ЕНИС). В частности, была добавлена норма, согласно которой доступ к ЕНИС приостанавливается в период приостановления действия лицензии нотариуса, как это предусмотрено статьёй 10 закона «О нотариате». Приказ вступает в силу с 10 июня[6].

## Популярность
- ЕНИС — самый популярный сайт декабря 2010 года в Казнете в категории «Услуги» по рейтингу whois.1in.kz Архивная копия от 2 февраля 2015 на Wayback Machine
- ЕНИС — самый популярный сайт января 2011 года и февраля 2011 года в Казнете в категории «Услуги» по рейтингу whois.1in.kz Архивная копия от 2 февраля 2015 на Wayback Machine

## Реализация
Управление проектом
- PMBOK

Разработка
- Платформа Microsoft .NET Framework 3.5
- Технология ASP.NET MVC 1
- Объектная модель (ORM) NHibernate
- Пользовательский интерфейс Ext-Js

## Публикации в СМИ
- Руслан Енсебаев, зампред АО «НИТ»: Сложного функционала в системе «Е-нотариат» нет
- Введение «электронного нотариата» будет препятствием участию нотариусов в незаконных сделках — вице-министр юстиции РК
- Электронное правительство: в этом году начнётся опытная эксплуатация системы «Е-нотариат» в пилотной зоне Астаны
- Электронное будущее нотариата в Казахстане